# Берлінський зоопарк
Берлінський зоопарк (нім. Zoologischer Garten Berlin) — найстаріший і найвідоміший зоопарк в Німеччині. Відкритий 1844 року, він займає 35 га у парку Тіргартен Берліна. У зоопарку представлені понад 19 400 тварин близько 1 380 різних видів, тому він має одну з найбільш повних колекцій видів у світі.
Зоопарк і його акваріум мали більше 3,3 мільйонів відвідувачів в 2015 році. Він вважається найбільш відвідуваним зоопарком Європи і одним з найпопулярніших у всьому світі. Регулярні публічні годування тварин є одними з найбільших принад зоопарку. Іміджу зоопарку сприяли і відомі по всьому світу тварини, такі як білий ведмідь Кнут та велика панда Бао Бао.
Зоопарк співпрацює з багатьма університетами, дослідницькими інститутами та іншими зоопарками по всьому світу. Він підтримує і заохочує європейські програми розведення, допомагає захистити кілька зникаючих видів, бере участь у кількох програмах реінтродукції видів.

## Історія

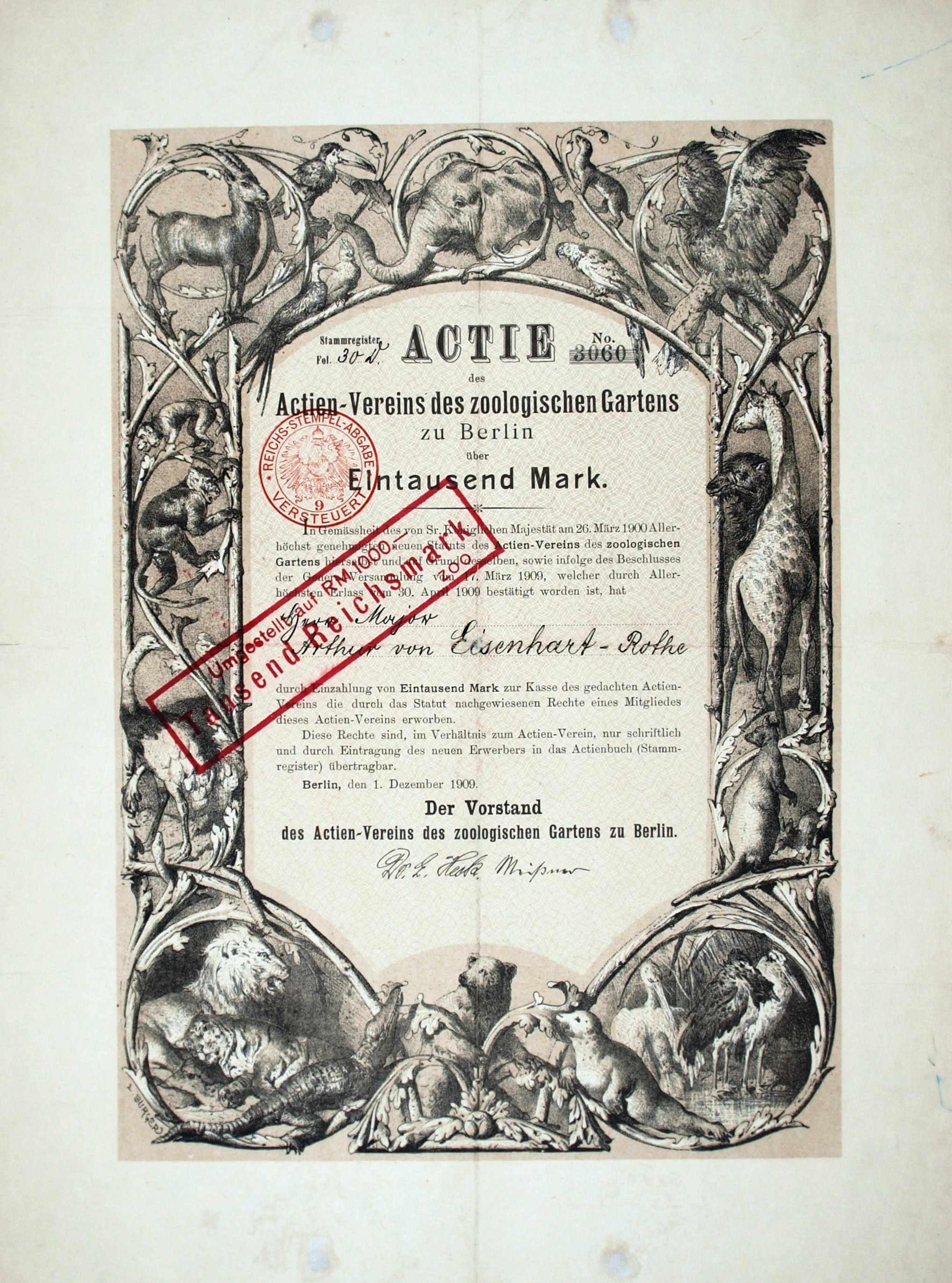
Акція зоопарку, випущена 1 грудня 1909 року

Відкритий 1 серпня 1844 року, Берлінський зоопарк став першим зоопарком в Німеччині. Акваріум був відкритий 1913 р. Перші тварини були подаровані Фрідріхом-Вільгельмом IV, королем Пруссії, з його звіринця і розплідника фазанів у Тіргартені.
У 1938 році Берлінський зоопарк позбався від єврейських членів ради директорів і змусили єврейських акціонерів продати свої акції собі в збиток, перш ніж вони були перепродані  з метою надати закладу "духу арійської раси". У 21-му ст. зоопарк найняв історика, щоб виявити інформацію про цих колишніх акціонерів і знайти їх нащадків.
Під час Другої світової війни, територія зоопарку була повністю зруйнована і лише 91 з 3 715 тварин вижила, в тому числі два леви, дві гієни, азійський слон, бегемот, десять гамадрил, шимпанзе і чорний лелека. З 1941 року до кінця війни в зоопарку була розташована зенітна вежа зоопарку, величезна бойова вежа, яка була однією з останніх областей німецького опору проти Червоної Армії, з її бункерами і зенітними засобами захисту від союзницьких повітряних сил. Після завершення війни, він і пов'язаний з ним акваріум були реконструйовані по сучасним на той час принципам, таким як для демонстрація тварин в умовах, максимально наближених до їх природному середовищі існування, де це можливо.

## Зоопарк

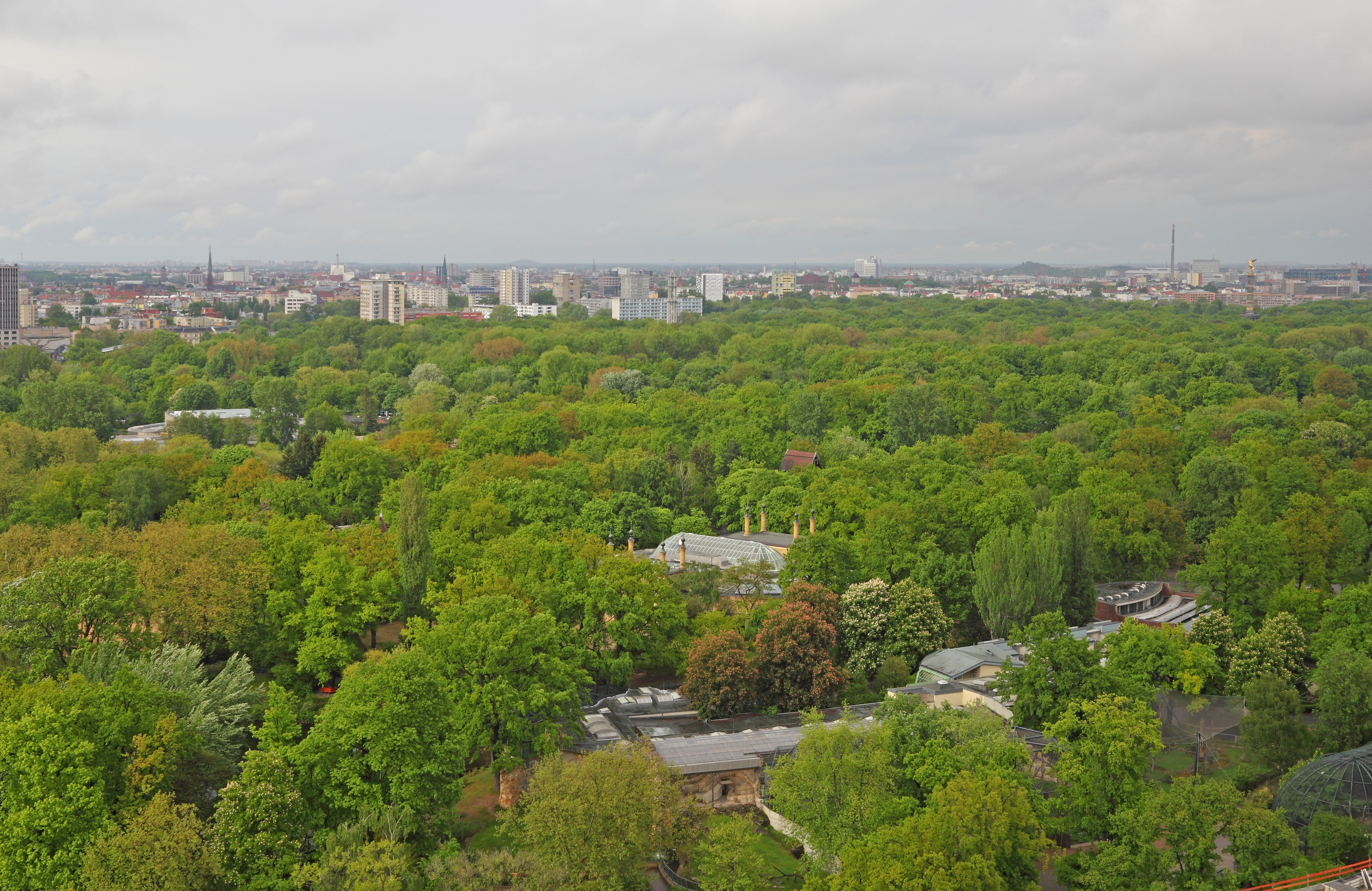
Вид на Берлінський зоопарк з меморіальної церкви кайзера Вільгельма

| Група        | Видів | Тварин |
| ------------ | ----- | ------ |
| Ссавці       | 169   | 1 044  |
| Птахи        | 319   | 2 092  |
| Плазуни      | 69    | 357    |
| Земноводні   | 54    | 639    |
| Риби         | 562   | 7 629  |
| Безхребетні  | 331   | 8 604  |
| Разом (2013) | 1 504 | 20 365 |

Берлінський зоопарк — найвідвідуваніший зоопарк в Європі, з більш ніж 3,3 мільйона відвідувачів на рік з усього світу. Він відкритий цілий рік і легко доступний на громадському транспорті. Залізничний вокзал  "Берлінський зоопарк" - одна з найбільш важливих станцій в Берліні, де перетинаються кілька видів транспорту, таких як метро, електрички і автобуси, і розташований поруч з зоопарком. Відвідувачі можуть потрапити до зоопарку через екзотичні Слонові ворота поруч з акваріумом на Будапештер Штрассе або через Левові ворота на Харденбергплац.
Зоопарк веде племінні книги чорного і індійського носорогів і гаурів. Популяції рідкісних оленів і свиней є частиною кількох проектів з розведення у неволі. Берлінський зоопарк підтримує екологів в інших країнах (наприклад, на Мадагаскарі) і як партнер Фонда захисту видів.
Більшість тварин знаходяться у вольєрах, спроектованих для відтворення їх природного середовища існування.
У зоопарку є чотири види людиноподібних мавп: орангутани, горили, шимпанзе і бонобо.
У будинку хижаків є всі великі кішки і багато рідкісних дрібних хижаків, таких як кільцехвості мангусти і вузькосмугі мангусти з Мадагаскару. А у підвалі цього будинку відвідувачам пропонується подивитися на світ нічних тварин.
У будинок птахів є прохідний вольєр, що широке розмаїття форм, у тому числі кілька видів, що регулярно гніздяться, птахів-носорогів і багато папуг. Берлінський зоопарк є одним з небагатьох зоопарків, в якому є гатерія (в акваріумі) і лусонські птахи-носороги.

## Акваріум

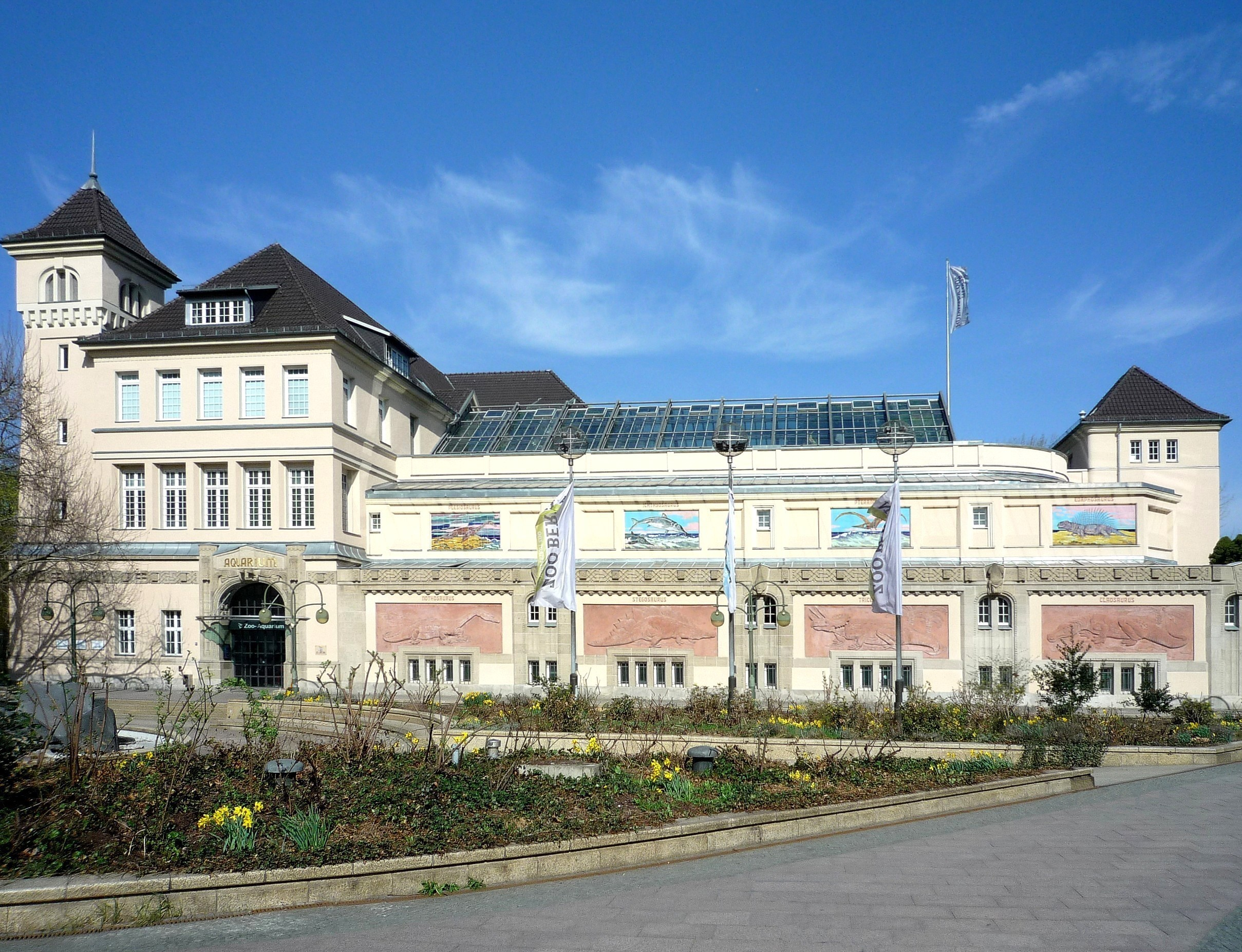
Акваріум має одну з найбільших колекцій водного життя в Європі.

Акваріум був побудований в 1913 році як частина комплексу зоопарку. Крім риби та інших водних організмів, він є домівкою для більшості рептилій, амфібій і безхребетних зоопарку.

## Тварини
Найвідоміші тварини зоопарку
| Кнут та його доглядач Томас Дерфляйн | Білий ведмідь Кнут народився в неволі в зоопарку 5 грудня 2006 року. Мати відмовилась від нього при народженні, він був вирощений персоналом зоопарку і центром феномену засобів масової інформації, який охопив всю земну кулю і швидко сприяв появі численних іграшок, спеціальних репортажів, DVD-дисків і книг. Відповідно ведмежа було в значній мірі відповідальне за значне збільшення доходів (оцінюється приблизно в п'ять мільйонів євро) берлінського зоопарку в 2007 році. Відвідуваність зоопарку за рік збільшилася приблизно на 30 відсотків, що зробило його найбільш прибутковим роком у його 165-річній історії. Кнут помер 19 березня 2011 року. |
|                                      | Бао Бао (1978 р.) став першою гігантською пандою в Німеччині і найстаршою відомою гігантською пандою в зоопарках у всьому світі. Як і багато його родичів, він був на постійній «позиці» з Китаю для селекційних цілей. Незважаючи на декілька експериментів зі штучного осіменіння з самкою на ім'я Ян Ян (померла в 2007 році), він не мав потомства. Бао Бао помер 22 серпня 2012 року. У другої половини 2017 року до зоопарку передана нова пара гігантських панд з Китаю, на «позиці для розмноження». |
|                                      | 68-річна Горила Фату. Найстарша горила в світі, після смерті Коко у 2017 році. Вона потрапила в зоопарк, за оцінками, у віці двох років. У 1974 році вона народила першого горилу, яку виростили в Берліні, Дуфте. Після смерті горили Коло в січні 2017 року, вона є найстарішою горилою в світі (разом з американською горилою Труді). |

Інші тварини зоопарку

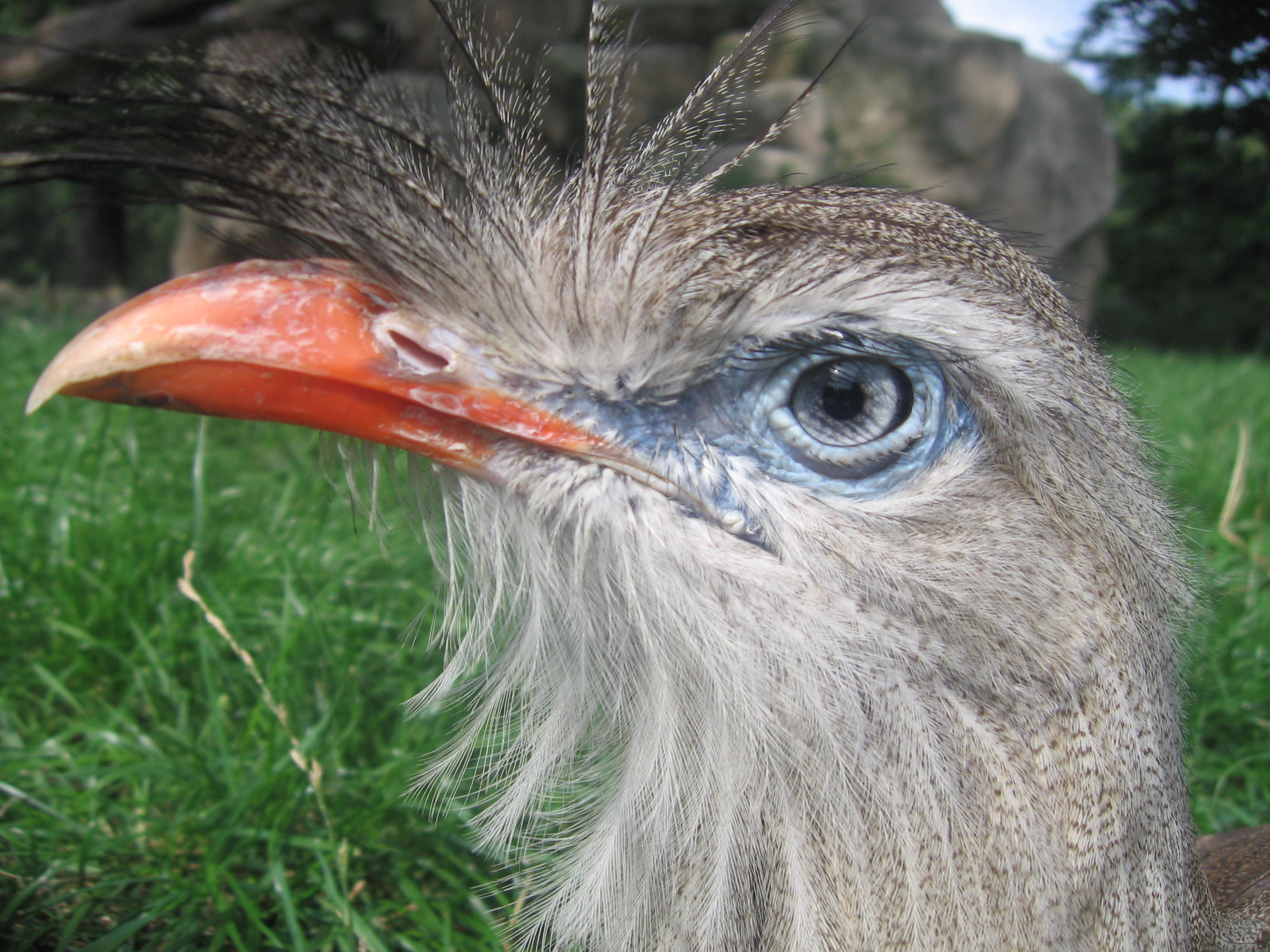
Каріама червононога
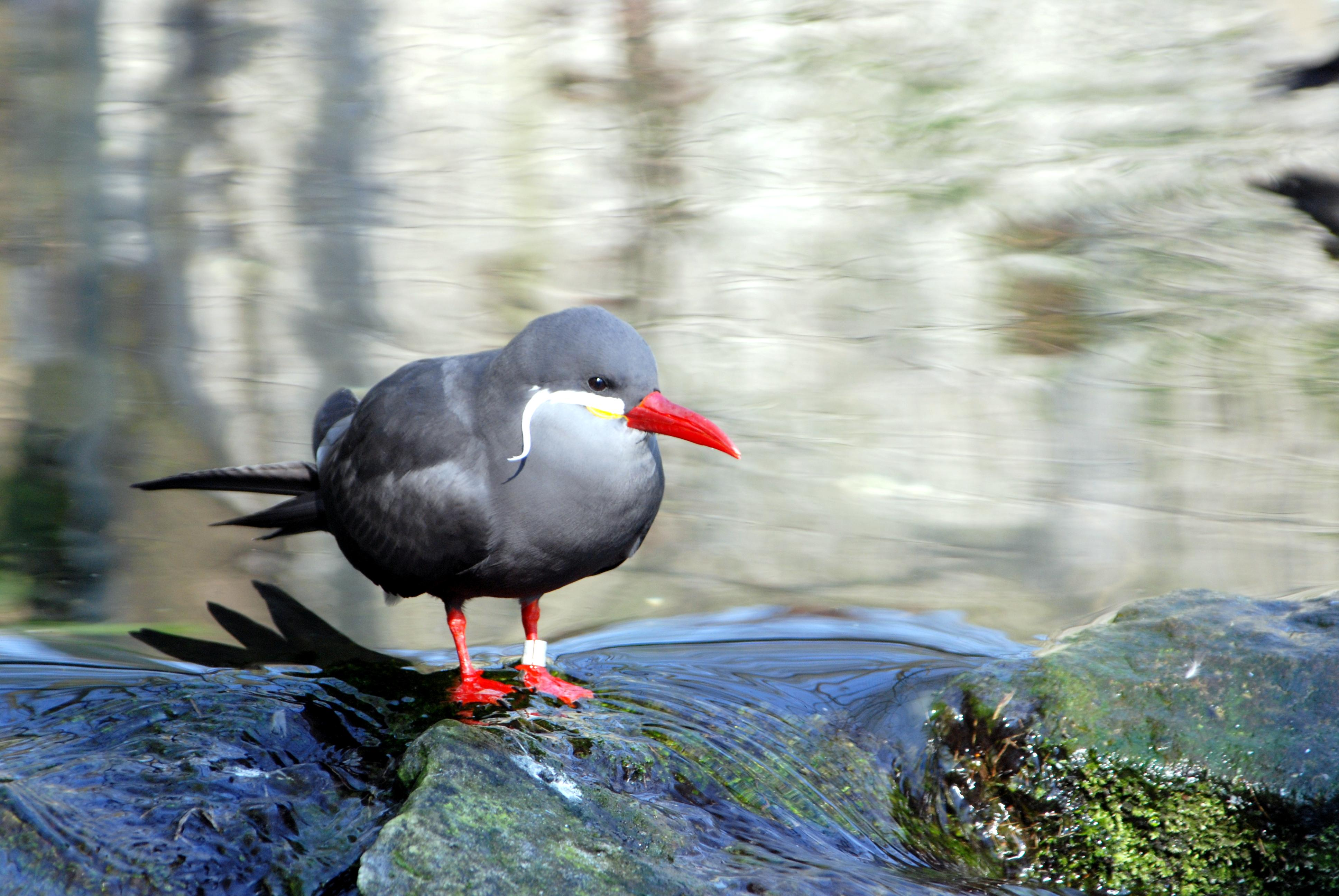
Крячок-інка
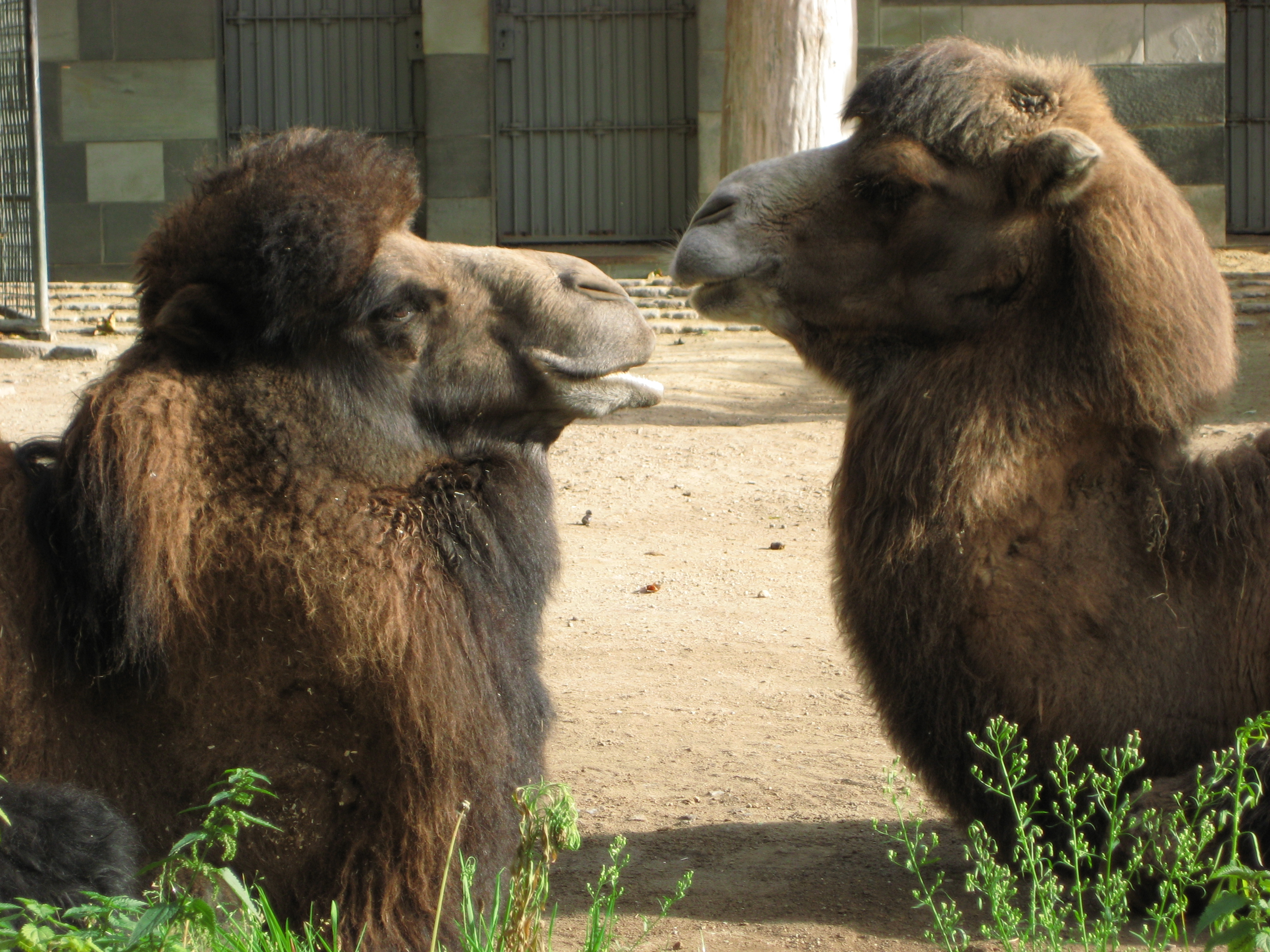
Двогорбий верблюд
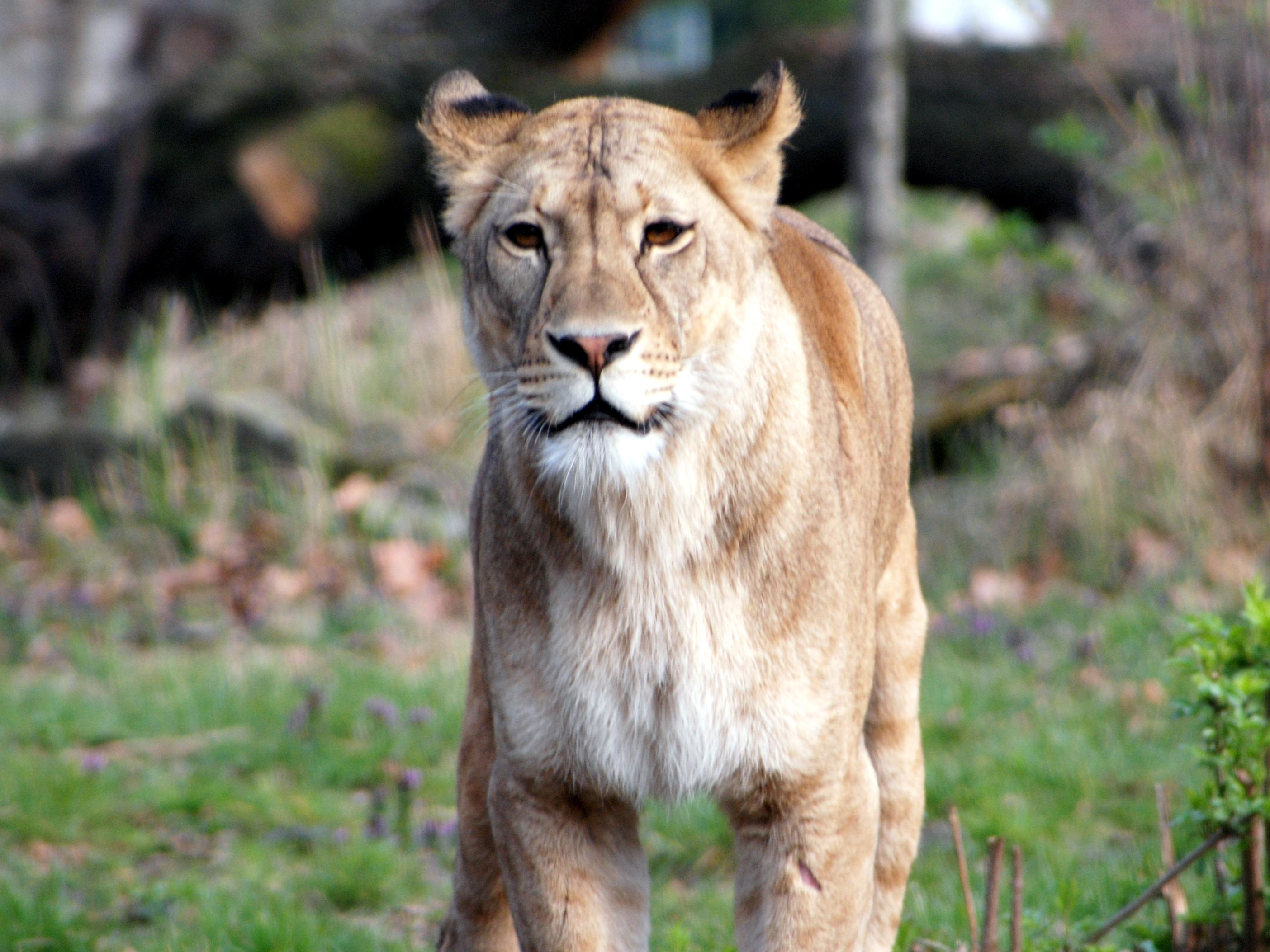
Лев
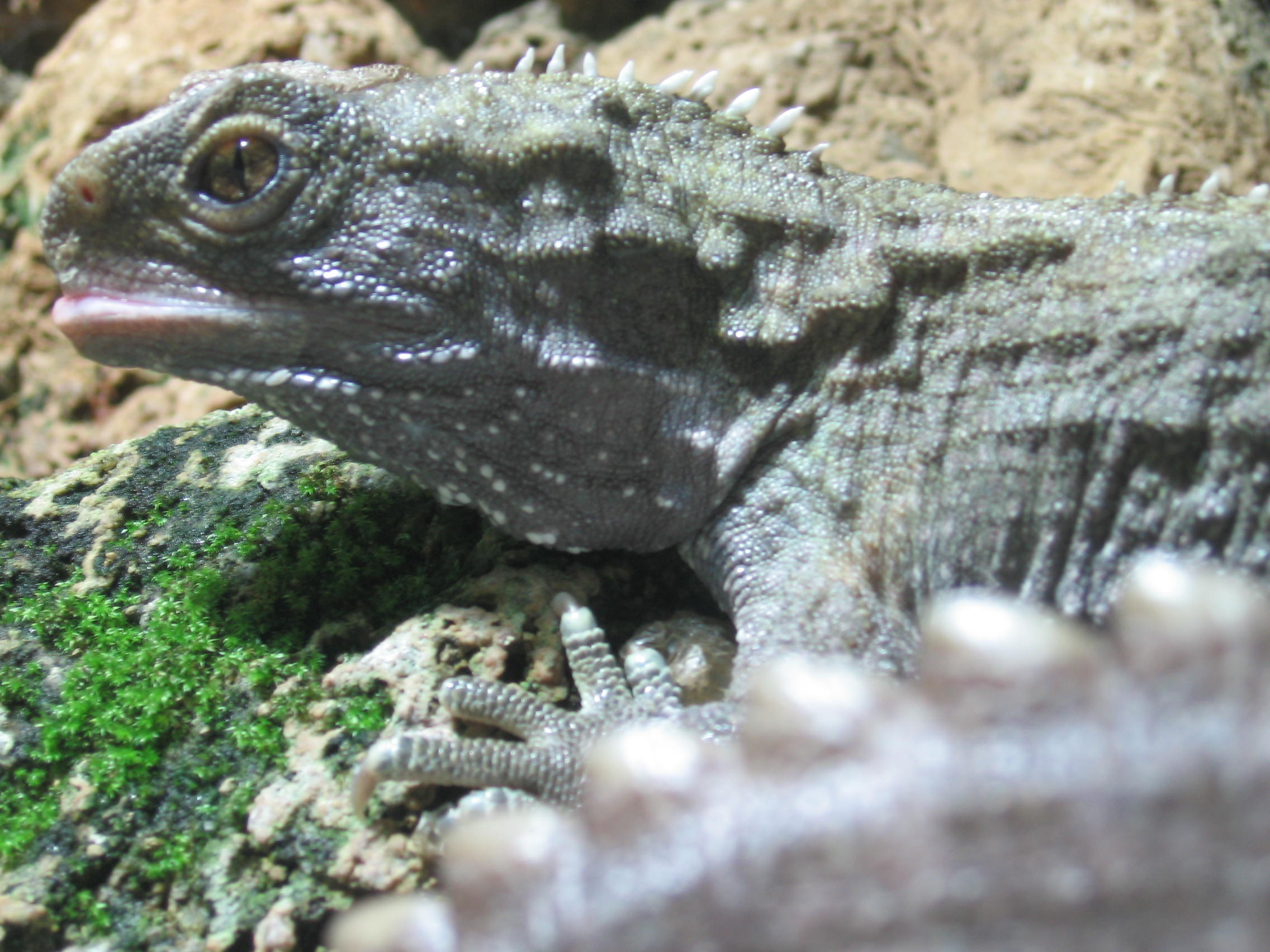
Гатерія
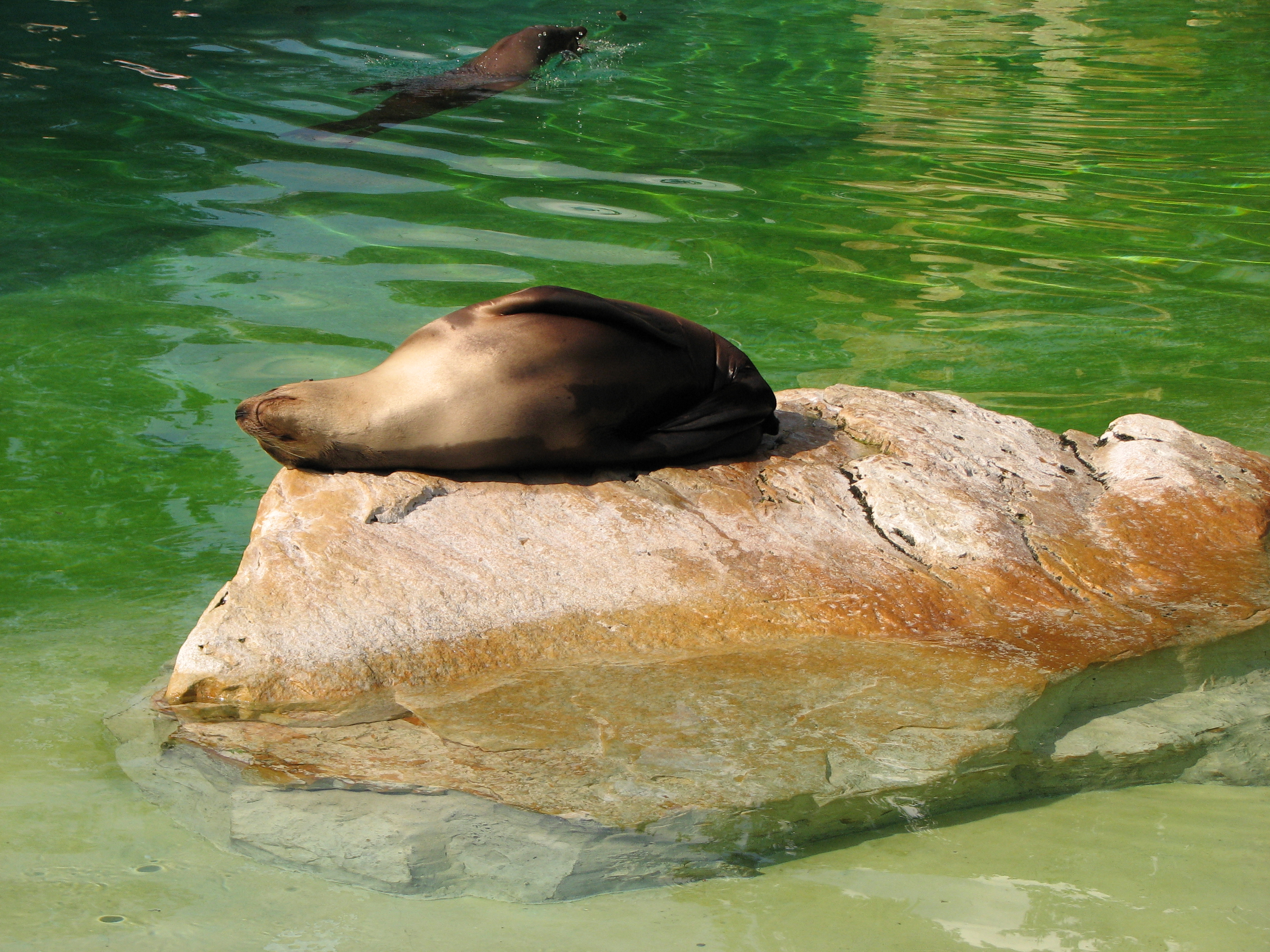
Arctocephalus pusillus
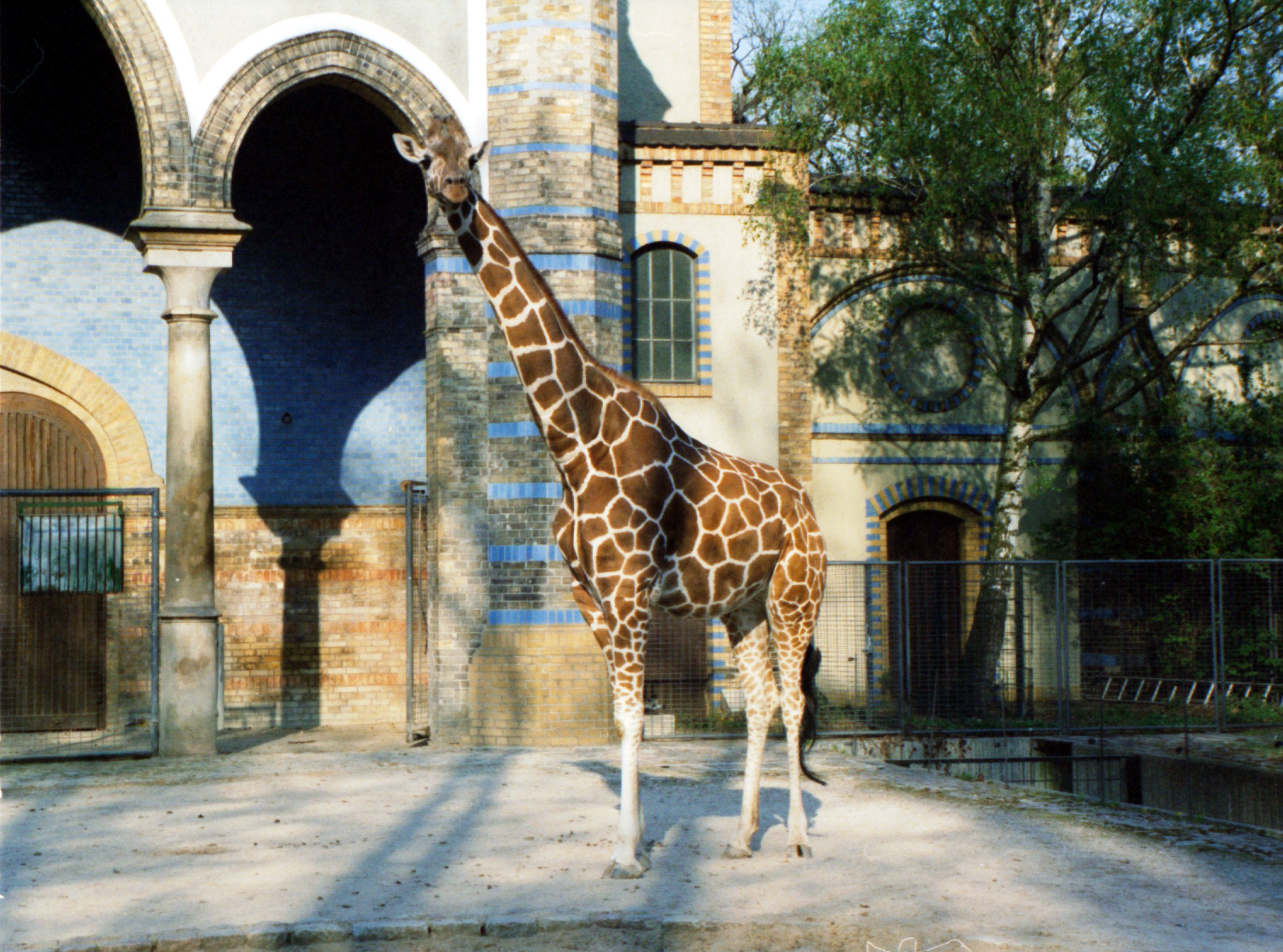
Жираф
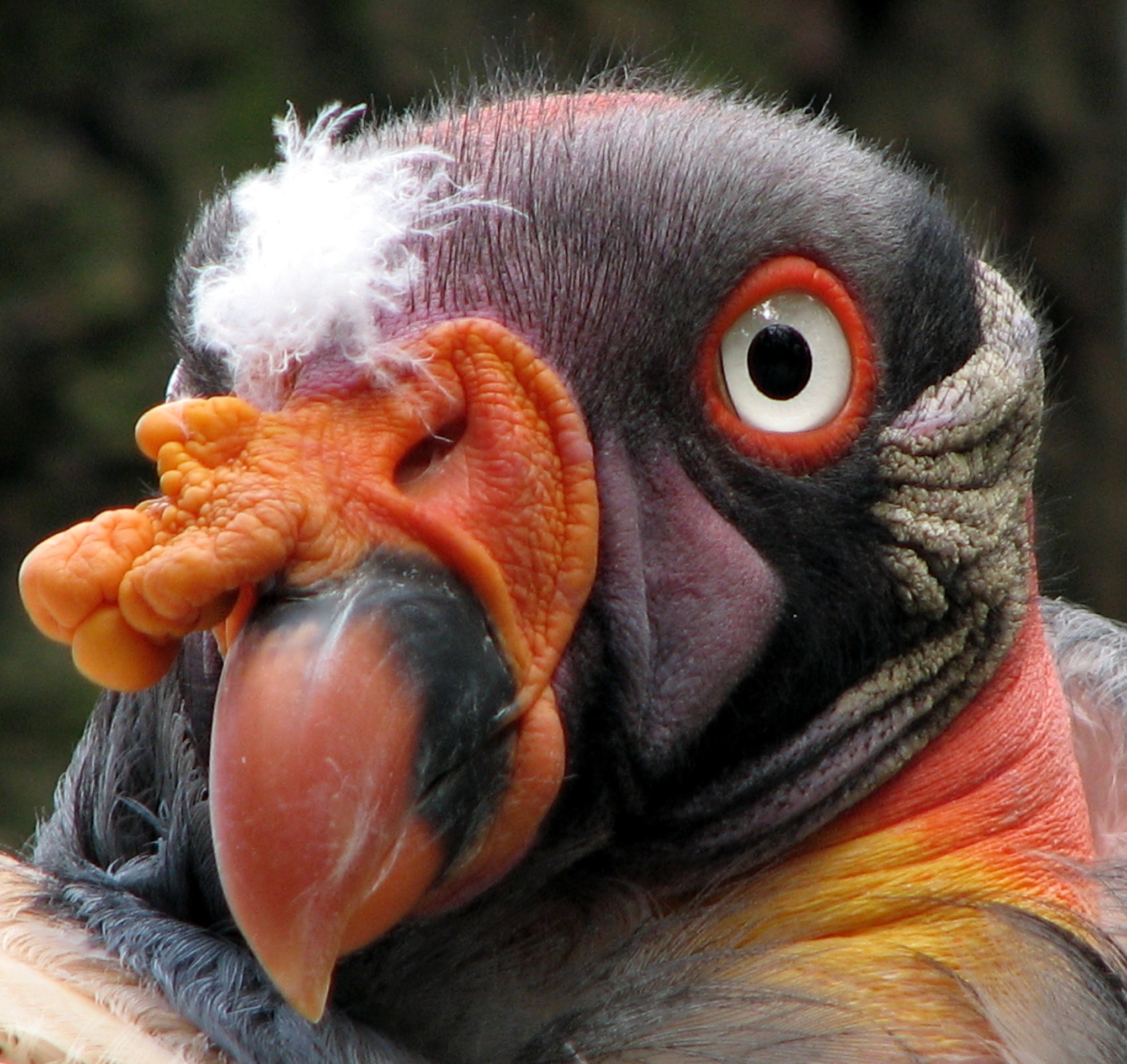
Кондор королівський
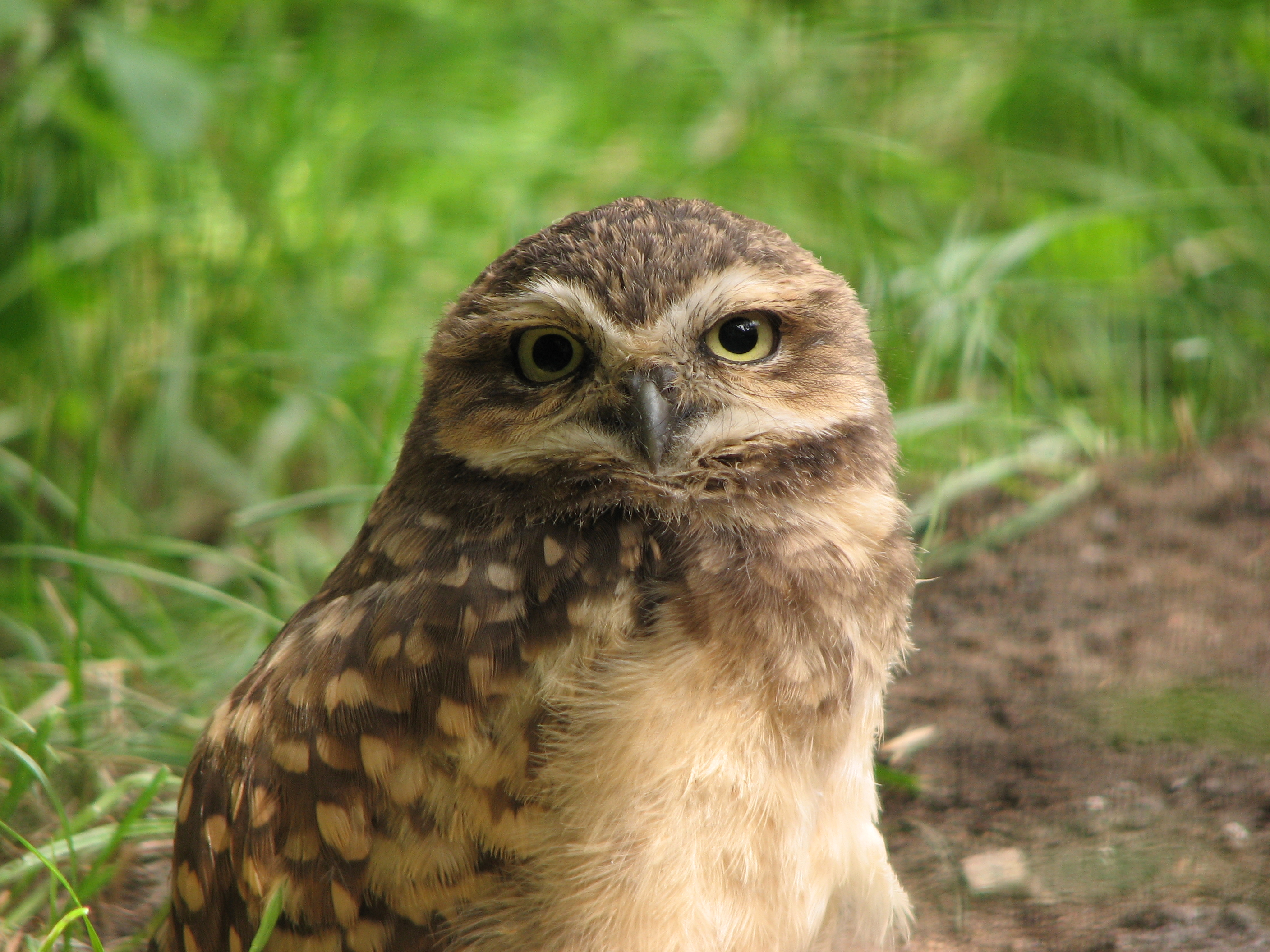
Сич американський
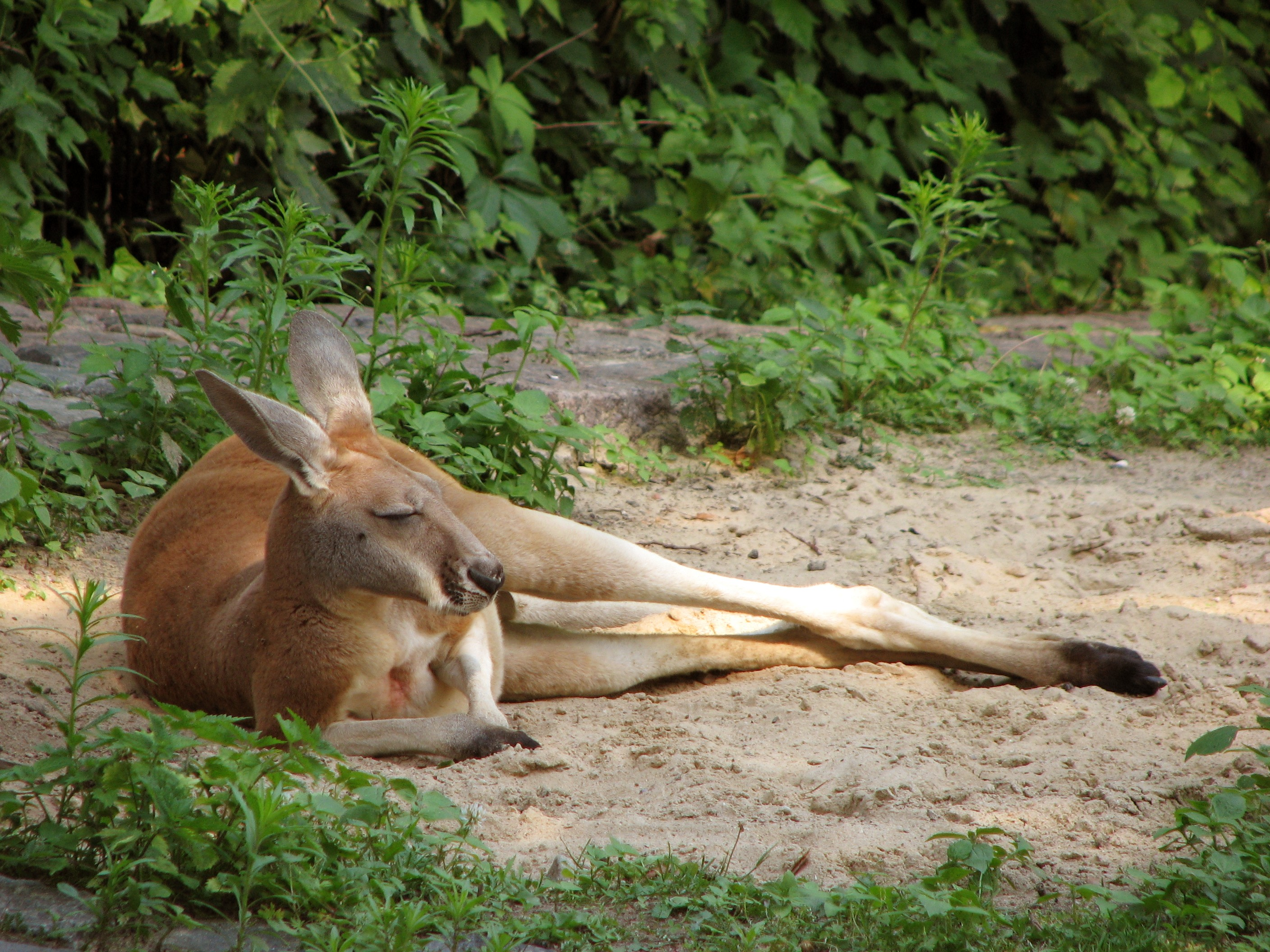
Кенгуру рудий
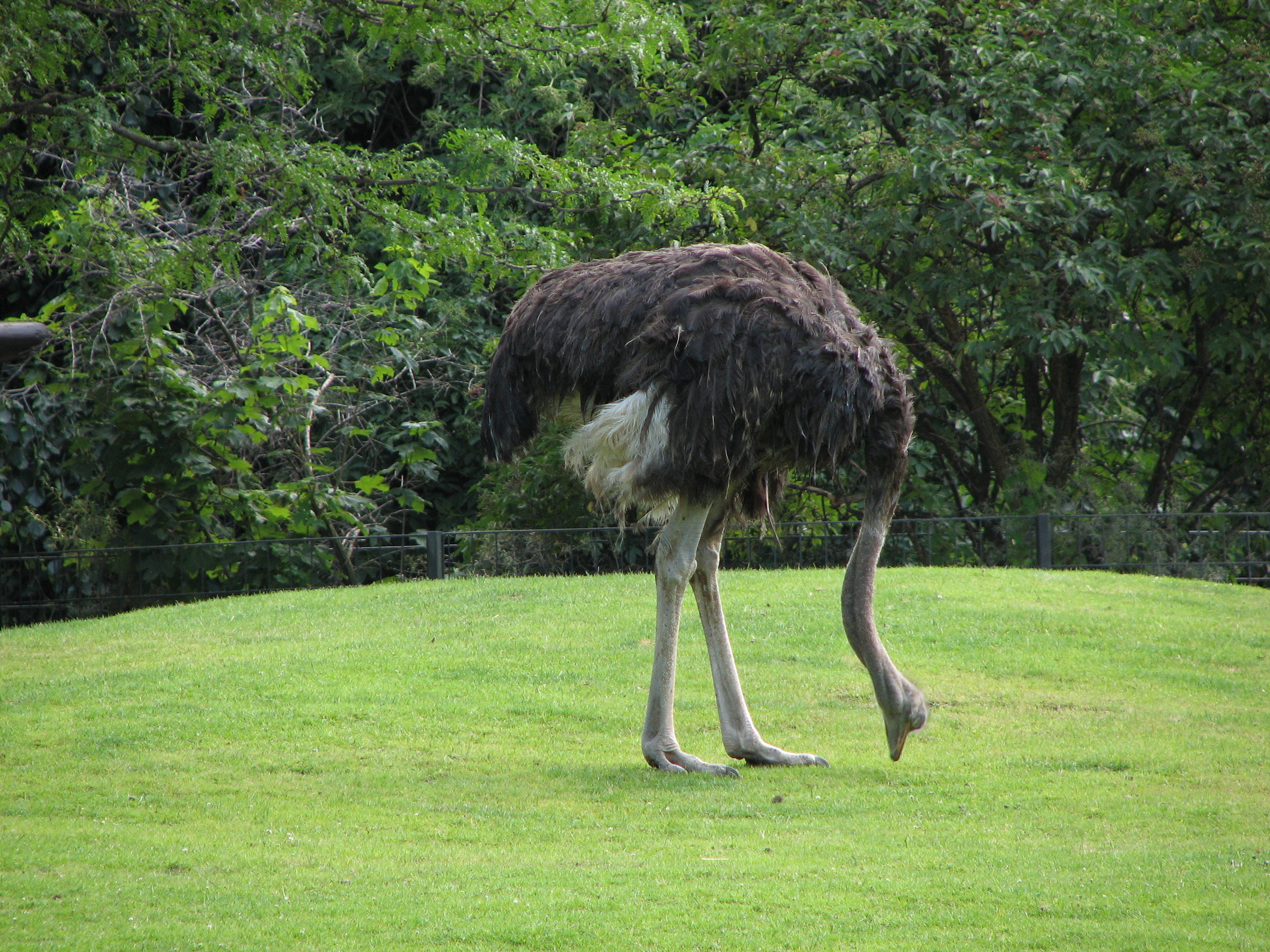
Південний страус
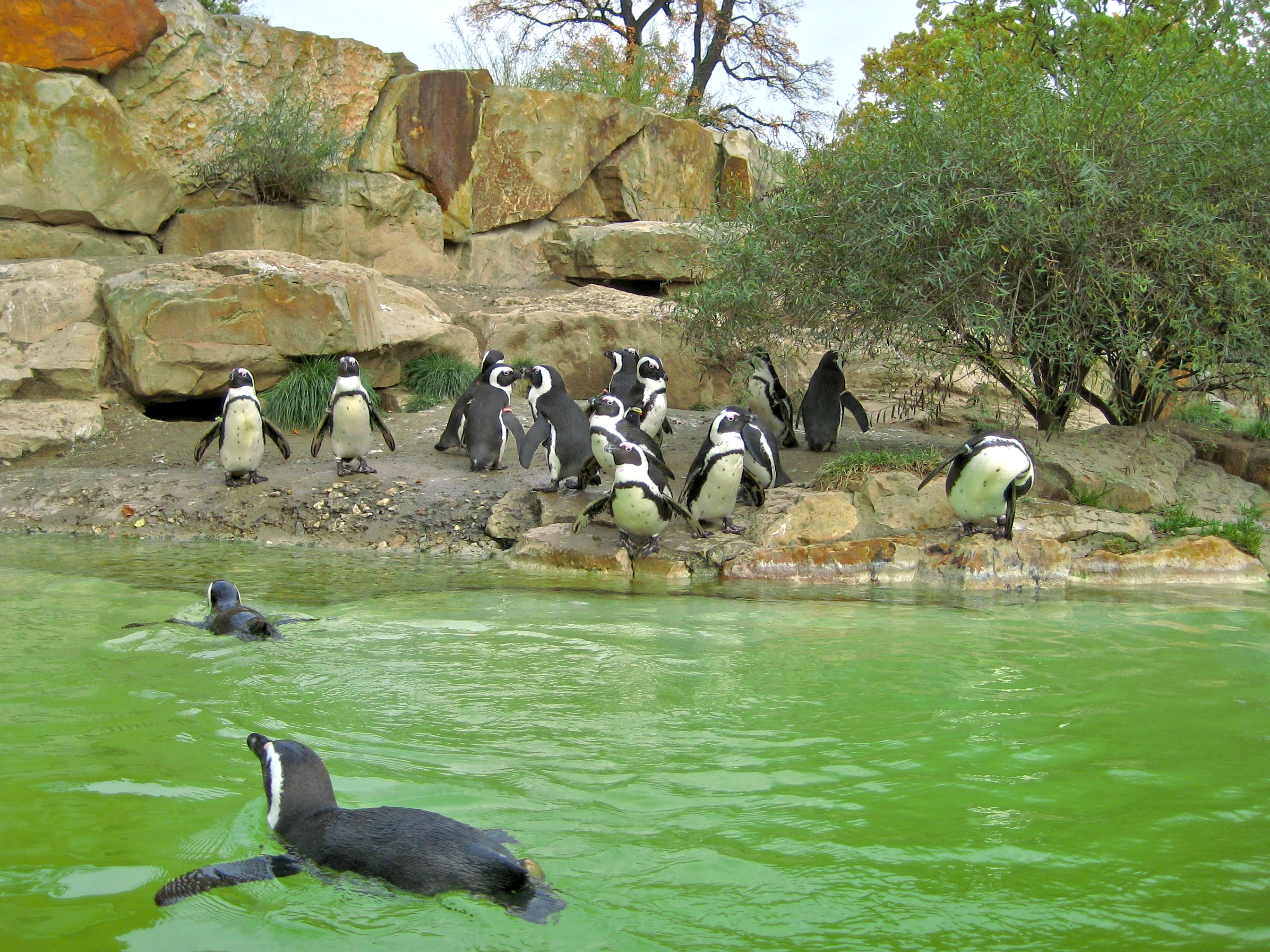
Пінгвіни
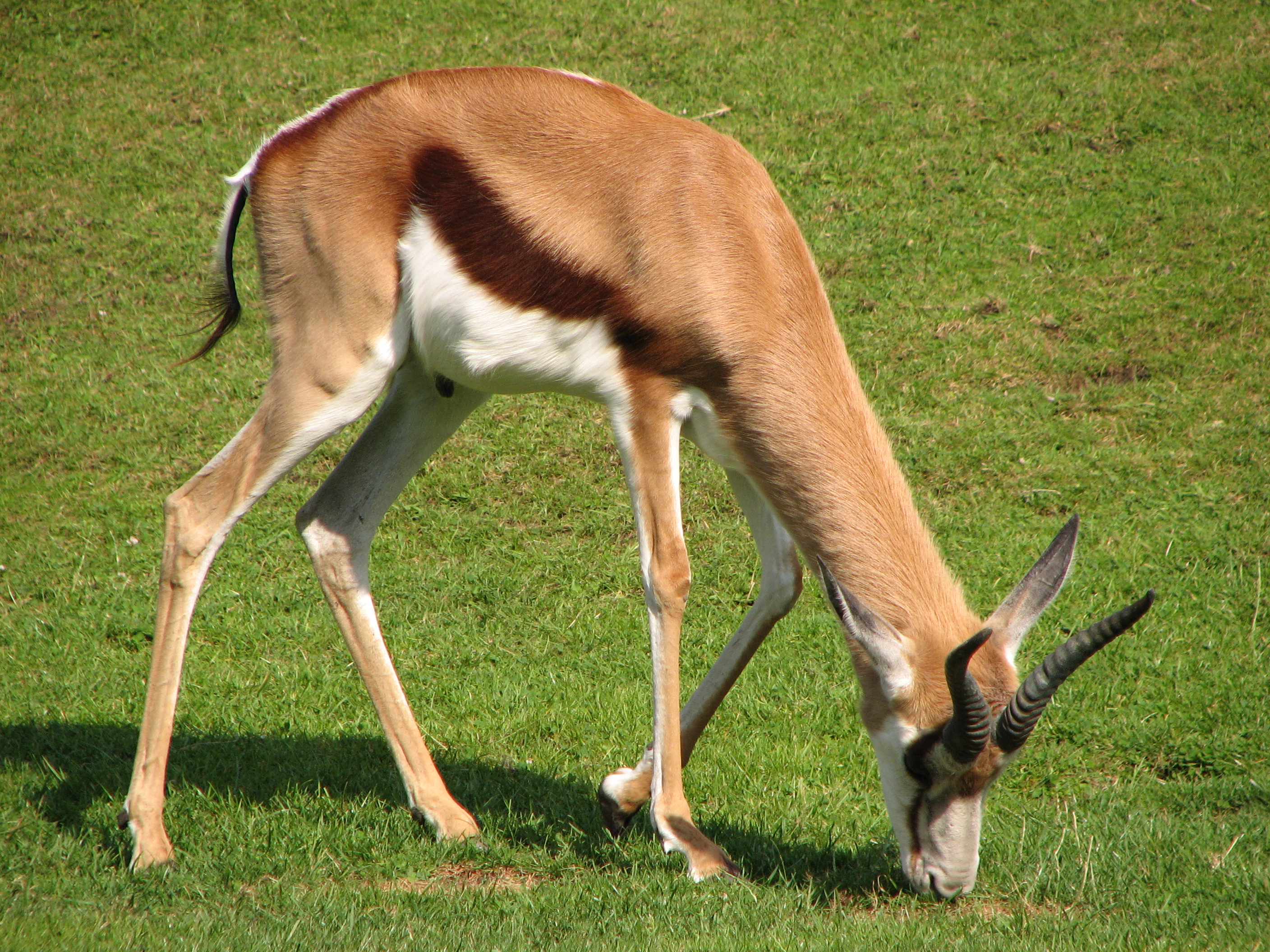
Спрингбок
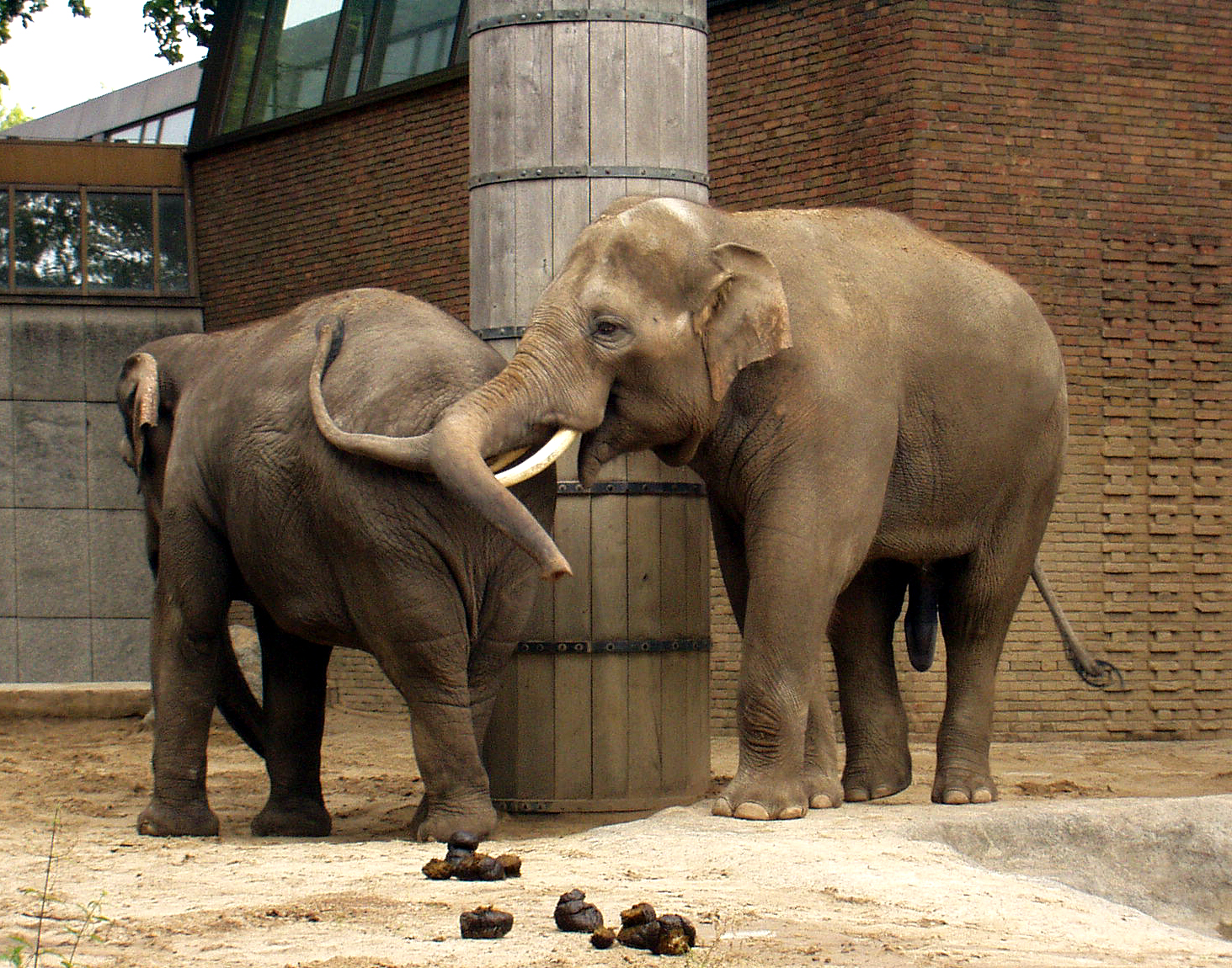
Слон індійський
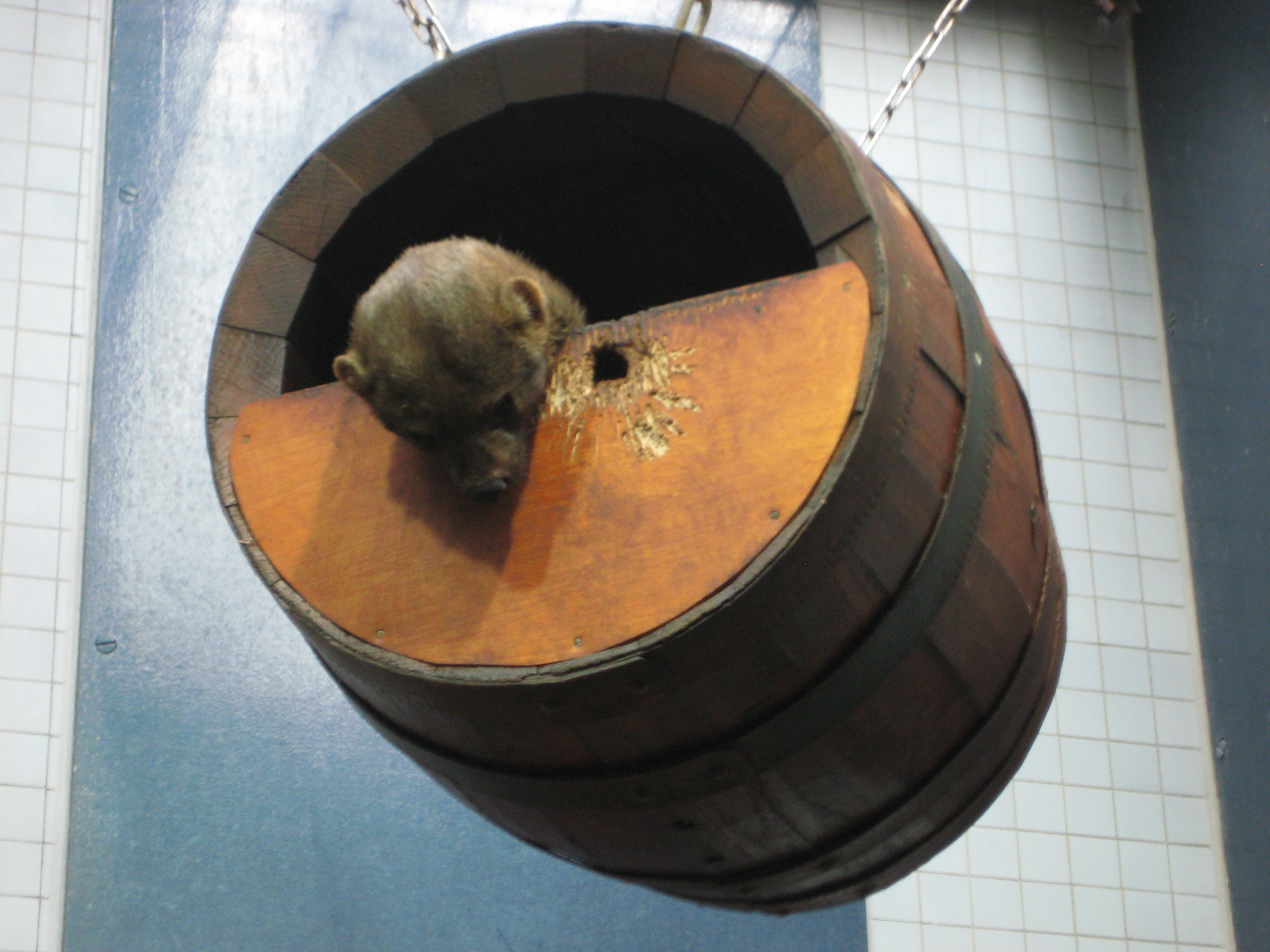
Тайра
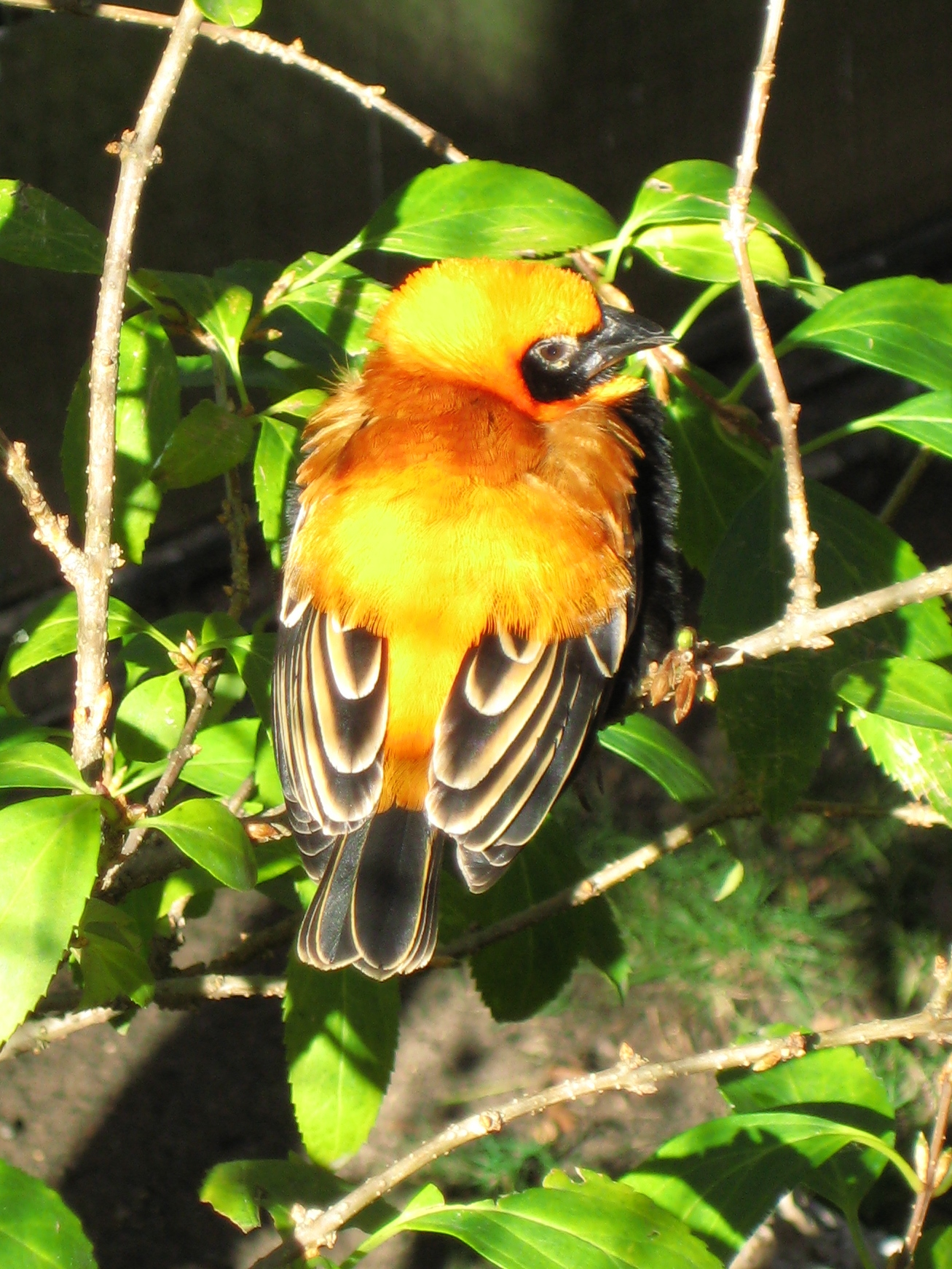
Вайдаг чорнокрилий
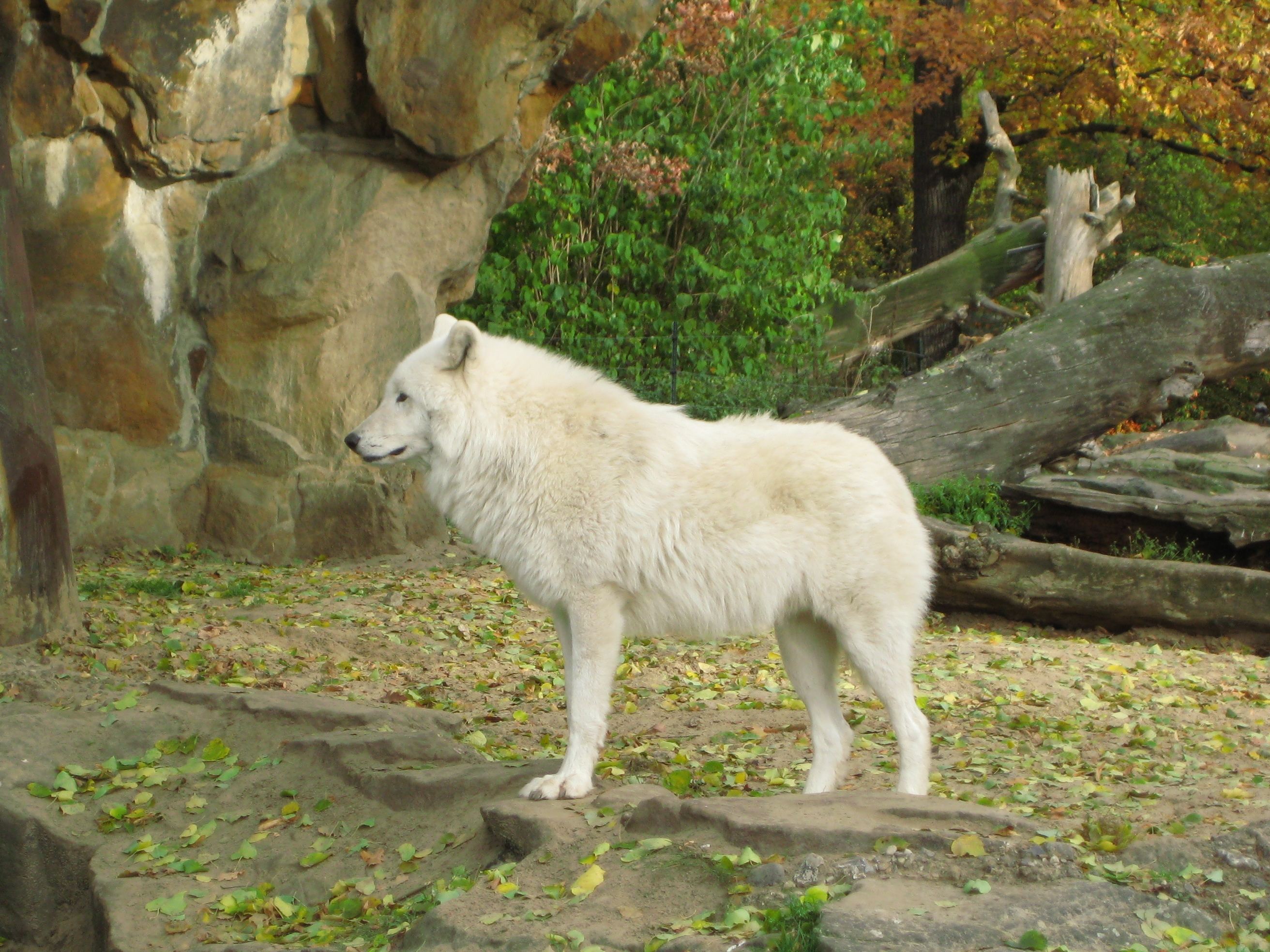
Арктичний вовк
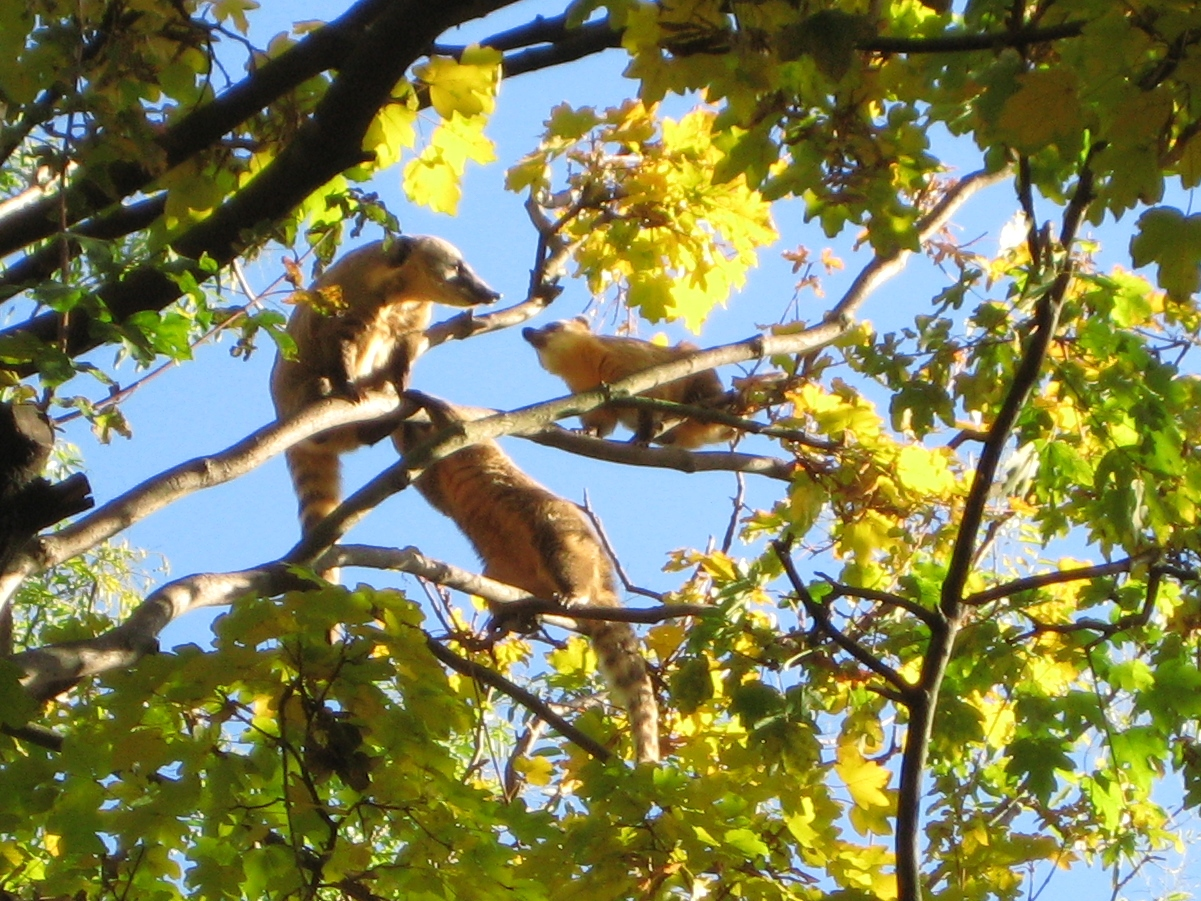
Носуха амазонська
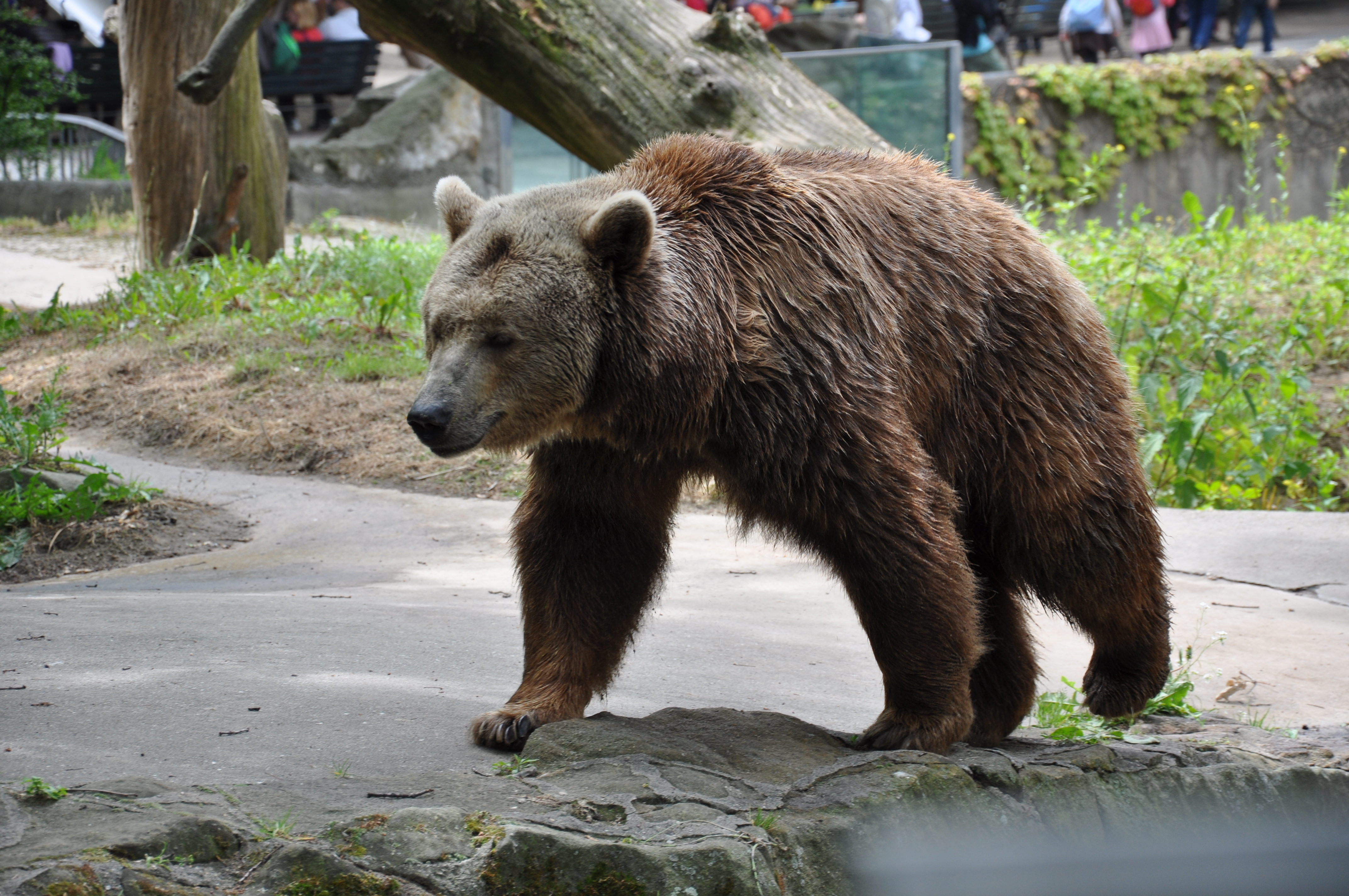
Бурий ведмідь